# NGC 1701
NGC 1701 é uma galáxia espiral (Sb) localizada na direcção da constelação de Caelum. Possui uma declinação de -29° 53' 01" e uma ascensão recta de 4 horas, 55 minutos e 51,1 segundos.
A galáxia NGC 1701 foi descoberta em 6 de Novembro de 1834 por John Herschel.